# Accidente del Lockheed L-188 Electra de Aerocóndor
El Accidente del Lockheed L-188 Electra de Aerocóndor ocurrió el 27 de agosto de 1973. El vuelo cubría la ruta Bogotá-Cartagena, Cartagena-San Andrés, San Andrés-Curazao en un avión Lockheed L-188 Electra de Aerocondor Colombia.

## Accidente
El día del vuelo era el día del cumpleaños del capitán Boanarges Maldonado. El vuelo despegó alrededor de las 7:42 a. m. de la pista 12 del Aeropuerto El Dorado, y poco después la torre de control les instruyó virar en dirección norte, pero como parte de su celebración de cumpleaños el capitán decidió sobrevolar la casa de unos conocidos cerca del Hospital Militar Central de Bogotá. Mientras sobrevolaba la ciudad a poca altura, una fuerte neblina rodeó a la nave, pero el capitán siguió su rumbo, pensando que aún no había sobrevolado la casa, y acabó chocando contra el cerro El Cable, en los Cerros Orientales.
En el accidente fallecieron todos sus 42 ocupantes, 36 pasajeros y 6 miembros de la tripulación. Junto al capitán Maldonado estaban el copiloto Alberto Munévar, el ingeniero de vuelo Alfonso Rincón y las auxiliares de vuelo Alba Luz González, Anyesley Corredor y Rafael Muñoz.